# Стромп, Антониу
Антониу Стромп (порт. António Stromp; 2 июня 1894, Лиссабон — 6 июля 1921) — португальский легкоатлет, выступавший в беге на короткие дистанции и прыжках с шестом; футболист. Участник летних Олимпийских игр 1912 года.

## Биография
Антониу Стромп родился 13 июня 1894 года в португальском городе Лиссабон.
Был одним из 19 основателей лиссабонского спортивного клуба «Спортинг», за который выступал в соревнованиях по лёгкой атлетике, теннису, фехтованию и футболу.
Восемь раз становился чемпионом Португалии по лёгкой атлетике: трижды в эстафете 3х100 метров (1911—1913) и беге на 100 метров (1911—1913), по разу в беге на 200 метров (1912) и прыжках с шестом (1910).
Трижды устанавливал рекорды Португалии в беге на 100 метров (12,0 секунды; 1911), на 200 метров (25,2; 1912) и в прыжках с шестом (2,85; 1910).
В 1912 году вошёл в состав сборной Португалии на летних Олимпийских играх в Стокгольме. В беге на 100 метров и беге на 200 метров занял в четвертьфинале последнее, 3-е место.
В 1909 году в 15-летнем возрасте начал играть за главную футбольную команду «Спортинга». В 1909—1916 годах неизменно входил в состав сборной Лиссабона. В июле 1913 года во время турне сборной Лиссабона по Бразилии Стромпу предлагали остаться играть в Рио-де-Жанейро, однако он отказался.
Умер 6 июля 1921 года от сифилиса.

## Личные рекорды
- Бег на 100 метров — 12,0 (1911)[3]
- Бег на 200 метров — 25,2 (1912)[3]
- Прыжки с шестом — 2,85 (1910)[3]

## Семья
Отец — Франсишку Рейш Стромп, врач.
Был четвёртым из семи детей в семье. Братья Франсишку и Жозе также были основателями «Спортинга».